# ミランダ・フリッカー
ミランダ・フリッカー（Miranda Fricker、1966年3月12日 - ）は、イギリス出身の哲学者。
「認識的不正義（epistemic injustice）」という概念を考案したことで知られる。これは「特に知識の持ち主としての能力において」任意の人物に対して行われる不正義を指す概念であり、2007年の単著『認識的不正義』で詳細に検討している。

## 経歴
1996年オックスフォード大学で博士号取得。
ロンドン大学バークベック校講師、シェフィールド大学教授、ニューヨーク市立大学特別教授、ニューヨーク大学教授、ニューヨーク哲学研究所共同所長を歴任。
イギリス学士院会員、アメリカ芸術科学アカデミー会員。

## 業績

### 書籍
- The Epistemic Life of Groups: Essays in the Epistemology of Collectives, eds. Brady & Fricker (オックスフォード大学出版局, 2016)
- Epistemic Injustice: Power and the Ethics of Knowing (オックスフォード大学出版局, 2007)
  - 『認識的不正義 権力は知ることの倫理にどのようにかかわるのか』佐藤邦政 監訳、飯塚理恵 訳、勁草書房、2023年。ISBN 978-4-326-10318-8
- The Cambridge Companion to Feminism in Philosophy, co-edited with en:Jennifer Hornsby (ケンブリッジ大学出版局, 2000)

### 学術論文
- "Powerlessness and Social Interpretation", Episteme: A Journal of Social Epistemology Vol. 3 Issue 1-2 (2006); 96-108
- "Epistemic Injustice and A Role for Virtue in the Politics of Knowing", Metaphilosophy vol. 34 Nos. 1/2 Jan 2003; reprinted in M. Brady and D. Pritchard eds. Moral and Epistemic Virtues (Blackwell, 2003)
- "Life-Story in Beauvoir’s Memoirs", The Cambridge Companion to Simone de Beauvoir ed. Claudia Card (CUP, 2003)
- "Confidence and Irony", Morality, Reflection, and Ideology ed. Edward Harcourt (OUP, 2000)
- "Pluralism Without Postmodernism", The Cambridge Companion to Feminism in Philosophy eds. M. Fricker and J. Hornsby (CUP, 2000)